# سرکیس توروسیان
سرکیس توروسیان، (به ارمنی: Սարգիս Թորոսյան؛ به لاتین Sarkis Torossian) متولد در ۱۸۹۱م، در شهر اِوِرک، یکی از چهار دهستان ارمنی نشین منطقهٔ دِوِلی، در ناحیهٔ مرکزی ترکیه، که زادگاه عبداله گول، رئیس‌جمهور اسبق ترکیه و مقر یکی از قدیمی‌ترین کلیساهای ارمنیان است. منطقهٔ کهساریای ایالت آنگورا، (آنکارا) در ترکیه، وفات در سال ۱۹۵۴ شهر ایالت نیویورک.
وی دوران تحصیلات مقدماتی را در مدرسهٔ کلیسای محلی ارمنیان به پایان برد و برای ادامهٔ تحصیل وارد دانشگاه دولتی آدریاناپولس (ادیرنه کنونی) شد.
سرکیس که عاشق علوم جنگی و خدمت در ارتش بود، با قانون دولتی ممنوعیت خدمت مسیحیان در ارتش امپراتوری عثمانی، مواجه شد.
کاپیتان سرکیس توروسیان در ۱۹۲۷م، در بوستون، ماساچوست، مجموعهٔ خاطرات خود را تحت عنوان از داردانل تا فلسطین را به چاپ رساند. این کتاب نایاب در ۱۹۴۸م تجدید چاپ شده‌است.

## زندگی‌نامه
سرکیس توروسیان در سال‌های تحصیل با یکی از هم کلاسیهای عرب تبار خود به نام محرم، که فرزند یکی از پاشایان بلند پایهٔ ارتش عثمانی است، آشنا می‌شود. این آشنایی به زودی به دوستی ای عمیق انجامیده و قدم سرکیس را به خانهٔ محرم و خانواده اش باز می‌کند.
پاشا که از علاقهٔ وافر فرزند خود و دوستش به خدمت در ارتش خبر دارد، از نفوذ خود برای ورود آن‌ها به خدمت سربازی استفاده و در اندک زمانی هر دوی آن‌ها را وارد صفوف ارتش می‌کند.
در ۱۹۱۴م، توروسیان با درجهٔ افسری توپخانه تحصیلات عالیه را به پایان برده و برای طی یک دورهٔ سه‌ماههٔ نظامی عازم آلمان، دوست متحد امپراتوری عثمانی می‌شود.
قبل از ورود ترکیه به جنگ جهانی اول و صفوف متحدین، سرکیس به فرماندهی گردان فُرت ارتوغرول، که محافظت از تنگه داردانل را به عهده داشت و محرم به سمت فرماندهی نیروهای دفاعی تأسیسات نظامی داردانل و دبیر دفتر ژنرال جناد پاشا، منصوب می‌شوند.

## نبرد گالیپولی
در نخستین روزهای جنگ و در جبههٔ آبی چاناق‌قلعه، ناخدا سرکیس توروسیان موفق به غرق ساختن اولین کشتی متخاصم انگلیسی می‌شود.
ژنرال جناد پاشا، مبهوت از جسارت و هنرنمایی سرکیس در غرق نخستین کشتی دشمن و از کار انداختن کشتی دوم بریتانیایی، او را به انور پاشا، وزیر جنگ وقت ترکیه که فرمان شرکت ترکیه در جنگ اول جهانی را درصفوف متحدین صادر کرد</ref>وزیر جنگ، معرفی می‌نماید. انور پاشا نیز در همان میهمانی معارفه سرکیس را با نام قهرمان ارمنی داردانل به افسران عالیرتبهٔ آلمانی، مارشال لیمان فون ساندرس و ژنرال فون در گُلتس، معرفی می‌کند.
توروسیان از آن پس درازای خدمات خود موفق به دریافت نشان و تقدیرنامه‌های متعدد از کشورهای ترکیه، آلمان، اطریش و بلغارستان می‌شود.
| گواهینامه از طرف دولت ترکیه عثمانی به نام خدا فرماندهی کل ارتش امپراتوری عثمانی به فرماندهٔ توپخانه ـ کاپیتان سرکیس بِی توروسیان فرزند اوهان محل تولد: ایالت کساریا، منطقهٔ اورک |
| --- |
| <<کاپیتان سرکیس بِی توروسیان، فرماندهٔ گردان ششم زرهی فُرت ارتوغرول، در زمان جنگ داردانل و حملهٔ ناوگان دشمن، در تاریخ ۱۹و ۲۵ فوریهٔ ۱۹۱۵م، در عملیاتی متهورانه موفق به غرق ساختن یک کشتی جنگی و از کار انداختن دومین ناو متخاصم شده‌است. کاپیتان سرکیس توروسیان بعداً به فرماندهی گردان محافظ قلعهٔ رومِلی حمیدیه منصوب شده‌است. در جنگ دریایی ۱۸ مارس ۱۹۱۵م وی موفق به غرق ساختن کشتی دیگری از ناوگان دشمن شد که به پیروزی ارتش امپراتوری انجامید. فرماندهٔ مزبور علی‌رغم جراحت، در طی جنگ‌ها، جسارت و شهامت فوق‌العاده‌ای از خود بروز داده و پیروزی‌های متعدد کسب کرده‌است. بنابراین به نام ارتش، از ایشان قدردانی می‌شود و از تاریخ ۱۶ دسامبر ۱۹۱۴م، به درجهٔ کاپیتانی ارتقاء می‌یابد و دریافت نشان شجاعت ارتش امپراتوری عثمانی مفتخر شده و این گواهینامه رسماً در ۱۸ مه ۱۹۱۵م به وی تقدیم می‌گردد>>. فرماندهٔ کل قوا و وزیر جنگ اسماعیل انور |

تلگرام فوری سحرگاه ۲۹ سپتامبر ۱۹۱۵م خبر مجروح شدن محرم را به همراه دارد.
طروسیان بلافاصله خود را بر بالین محرم می‌رساند.
محرم، که از علاقهٔ سرکیس به خواهرش اطلاع دارد، قبل از مرگ پرده از حقایق تلخی برمی‌دارد که اثری فراموش نشدنی بر ضمیر و روح سرکیس توروسیان باقی می‌گذارد.
محرم، از روزهای سیاه ۱۸۹۶م، وقتی که پدرش فرماندهٔ گردان پیاده‌نظام مستقر در استان موش،
در شمال دیاربکر، بود سخن می‌گوید، سال‌های اولین قتلعام مسیحیان و خصوصاً ارمنیان در زمان پادشاهی عبدالحمید دوم بود.
روزی که پدر محرم، در کوچه‌های یکی از دهات ویران ارمنی‌نشین قدم می‌زده، به دختر بچهٔ دو ساله‌ای برخورد می‌کند که تنها و گریان، در خرابه‌ها، سرگردان به این طرف و آن طرف می‌رود. پدر محرم وقتی از کشته شدن پدر و مادر طفل معصوم مطمئن و از پیدا کردن نزدیکان دخترک ناامید می‌شود، تصمیم می‌گیرد که او را به خانه آورده و به دختر خواندگی بپذیرد.
مادر محرم، که مخالف پذیرفتن یک دختر ارمنی مسیحی در خانه بوده، فقط وقتی رضایت می‌دهد که موفق می‌شود با اسید علامت صلیب خالکوبی شده بر روی دست چپ دختر بچه را پاک، آن را به زخمی مشخص تبدیل و نام جمیله را برایش انتخاب کند.
با آغاز نسل‌کشی ارامنه، سربازان ترک پدر، مادر و خواهر سرکیس را نیز از خانهٔ پدری بیرون و به سمت قتلگاه دیرالزور، می‌رانند.
بخشدار اِوِرک قبل از تبعید به پدر و مادر سرکیس پیشنهاد کرده بوده که برای نجات از مرگ، ترک مسیحیت کنند و دخترشان را به همسری برادر زادهٔ او درآورند.
جواب منفی خانواده را به سوی مرگ می‌برد.
سرکیس می‌کوشد که با همراهی هم مسلکان و دوستان ارتشی از قتل پدر و مادر جلوگیری کند ولی در عوض با اقدام به قتل خودش مواجه می‌شود. سرکیس بعدها از طریق دوستان تُرکش پی می‌برد که طلعت پاشا، نقشهٔ مسموم کردن وی به دست یکی از زنان حرم به نام فهریه خانم و به دریا انداختن جسدش را کشیده بوده‌است.
سرکیس یک بار دیگر در جبههٔ فلسطین از نقشه‌ای که برای قتلش طرح‌ریزی شده بود جان سالم به در می‌برد. او پس از آن، منزجر از اعمال سران حزب اتحاد و ترقی حاکم بر ترکیه، به گروه‌های پارتیزان عرب مخالف دولت مرکزی پیوسته و به متفقین پناه می‌برد.
به دلیل مهارت‌های رزمی و غریزهٔ فرماندهی جسورانهٔ توروسیان، در این جبهه نیز از طرف دولت‌های انگلستان و فرانسه موفق به دریافت تقدیرنامه و نشان شجاعت می‌شود.
ماه‌ها بعد سرکیس در یکی از بیابانهای عربستان، بالاخره، خواهرش بایزار، تنها بازماندهٔ خانواده و جمیله را، که از بیماری رنج می‌بردند، پیدا می‌کند. ضعف شدید جسمانی مدت کوتاهی بعد از دیدار با سرکیس باعث مرگ هر دو می‌شود.
توروسیان پس از شرکت در جنگ‌های ضد نظام در ترکیه و پشت سر گذاشتن سابقهٔ حضور در پنج جبههٔ جنگ جهانی اول، برای همیشه خاک ترکیه را ترک کرده و درایالت پنسیلوانیای آمریکا اقامت می‌گزیند.

## یادداشت
1. ↑  Evereg
2. ↑  Develi
3. ↑  این استان امروزه کایسِری نامیده می‌شود
4. ↑  Adrianopolse
5. ↑  Fort Ertuegrul
6. ↑  Enver Ismail Pasha